# Максютова, Нажиба Хаерзамановна
Нажиба Хаерзамановна Максютова (баш. Нәжибә Хәйерзаман ҡыҙы Мәҡсүтова; 27 ноября 1932, Сулейманово, Мечетлинский район, Башкирская АССР — 2004, Уфа) — башкирский языковед, доктор филологических наук (1981), заслуженный деятель науки Башкирской АССР (1983), тюрколог и общественный деятель.

## Биография
В 1951 году окончила Башкирский государственный педагогический институт имени К. А. Тимирязева (ныне Уфимский университет науки и технологий).
С 1957 года работает в Институте истории, языка и литературы Башкирского филиала АН СССР.
В 1990—2000 годах являлась первым председателем Общества башкирских женщин Башкортостана.
В 1995 году была делегатом I Всемирного курултая башкир, и совместно с Хисамитдиновой Ф. Г. возглавляла работу одной из секций съезда.

## Научная деятельность
Основное направление научной деятельности учёного — башкирская и тюркская диалектология, лингвогеография. В 1960-х и 1970-х годах была организатором нескольких диалектологических экспедиций. Провела ряд исследований по башкирской космономии, терминологии, сравнительной лексике тюркских, финно-угорских и монгольских языков.
Нажиба Хаерзаманова является автором свыше 400 научных трудов по систематическому описанию говоров и диалектов башкирского языка. Была руководителем работы по созданию словаря башкирских говоров в 3-х томах, участвовала в составлении диалектологического атласа и написала раздел о служебных словах в научной грамматике башкирского языка.

## Научные труды
- Восточный диалект башкирского языка. (В сравнительно-историческом освещении). М., 1976;
- Лингвогеографическое изучение башкирского языка. (Диалектологический атлас). 1973—1983 гг.: Препринт. Уфа, 1983;
- Образцы народной речи башкир. Уфа, 1988;
- Западный диалект башкирского языка. Уфа, 1990;
- Башкирские говоры, находящиеся в иноязычном окружении. Уфа, 1996.

## Награды и звания
- Почётная грамота Республики Башкортостан[4].

## Память
В деревне Сулейманово Мечетлинского района в 2005 году была открыта мемориальная доска, посвященная Нажибе Максютовой.